# Distrito de San Nicolás (Bélgica)
El Distrito de San Nicolás (en neerlandés: Arrondissement Sint-Niklaas; en francés: Arrondissement de Saint-Nicolas) es uno de los seis distritos administrativos de la Provincia de Flandes Oriental, Bélgica. Pertenece al distrito judicial de Dendermonde.

## Lista de municipios
- Beveren
- Kruibeke
- Lokeren
- Sint-Gillis-Waas
- Sint-Niklaas
- Stekene
- Temse

- Datos: Q90954